# ياسمين أصفر
ياسمين أصفر (الاسم العلمي: Jasminum  humile)، هو نبات ينتمي إلى زيتونية (فصيلة: Oleaceae).
الياسمين الأصفر هو نوع من أنواع النباتات المزهرة من صنف الياسمين وهو من النباتات الشجرية أو المتسلقة يتميز بالرائحة العطرة والأزهار الصفراء الملفتة.
يعد الياسمين الأصفر رمزا للتفاؤل حيث يضفي البهجة على المكان الذي يتواجد فيه وتتم زراعته في المناطق التي تمتاز بمناخها الدافئ والمعتدل من العالم 
يستخدم في إنتاج العطور وبشكل خاص أزهاره في الزيوت العطرية كما يستخدم في تزيين المنازل بسبب اللمسة الجمالية التي يضفيها بفضل رائحته العطرة.
ويعتبر الياسمين الأصفر من النباتات الواسعة الاستخدام ويمتلك  قدرة كبيرة على تحمل الظروف البيئية المتنوعة.